# Monte Bello, Guanajuato
Monte Bello är en ort i Mexiko.   Den ligger i kommunen Pénjamo och delstaten Guanajuato, i den centrala delen av landet, 280 km väster om huvudstaden Mexico City. Monte Bello ligger 1 695 meter över havet och antalet invånare är 285.
Terrängen runt Monte Bello är huvudsakligen platt, men åt nordväst är den kuperad. Runt Monte Bello är det ganska tätbefolkat, med 124 invånare per kvadratkilometer. Närmaste större samhälle är Pénjamo, 8,9 km väster om Monte Bello. Trakten runt Monte Bello består till största delen av jordbruksmark.